# Mittelalterliche Bronzefünten des niederdeutschen Kulturraums
Mittelalterliche Bronzefünten des niederdeutschen Kulturraums sind Taufbecken aus Bronze, die, beginnend mit dem 13. Jahrhundert, insbesondere in den Hansestädten an der südlichen Ostseeküste die bis dahin üblichen steinernen Taufen ersetzten, die oftmals aus Granit, meist jedoch aus Kalkstein von der Insel Gotland gefertigt waren. Die aufwendigeren Bronzefünten trugen dem gestiegenen Repräsentationsbedürfnis Rechnung und ermöglichten ein filigraneres Bildprogramm.
Der Import von Taufsteinen aus Kalkstein von der schwedischen Insel Gotland nach Norddeutschland und das Beispiel der Taufe des schwedischen Bischofs Beno Korp auf Fehmarn zeigen deutlich, dass Taufkessel den Hansekaufleuten des Mittelalters genauso als Handelswaren galten wie Altarretabel, Triumphkreuze oder andere sakrale Ausstattungsgegenstände. Die Südgrenze des Einflussbereichs der Hanse lässt sich grob durch eine Kurve beschreiben, die ungefähr von Köln über Göttingen, Halle (Saale) und Frankfurt (Oder) nach Thorn führt. Fast alle erhaltenen mittelalterlichen Bronzefünten befinden sich (oder befanden sich ursprünglich) nördlich dieser Linie.
Die nachstehende Liste soll die verbliebenen Exemplare in Mecklenburg-Vorpommern, dem nordöstlichen Niedersachsen und Schleswig-Holstein in zeitlicher Folge erfassen und soweit möglich den Stiftern und den ausführenden Gießern zuordnen. Nach der Zäsur der Reformation folgten auf die hier dargestellten Formen der Gotik in Norddeutschland Renaissancetaufen, deren Gestaltung nicht mehr in dem bisherigen Maße auf das Becken als Tauffass abhob. Im Herzogtum Schleswig wurden allerdings am Ende des 16. Jahrhunderts beispielsweise von Michael Dibler weitere Tauffässer in Bronze gegossen, die in der St.-Nicolai-Kirche in Eckernförde (1588) und der Marienkirche in Flensburg (1591) erhalten sind. Sie lehnen sich von der Form noch an die gotischen Taufkessel an. Die in lateinischer Schrift abgefassten Schriftbänder und das Bildprogramm ordnen sie jedoch bereits der Renaissance zu, weshalb sie in der nachstehenden Liste nicht aufgeführt werden. In Dänemark gehören auf dem jütischen Festland die gotischen Fünten im Dom zu Ribe (1375), im Dom zu Aarhus (1481) und die in Flensburg gegossene Fünte der Marienkirche Hadersleben (1485) zu den bekannteren Beispielen. Aber auch an der polnischen Ostseeküste setzt sich das Vorkommen von Taufen dieser Art in größeren Kirchen fort. Hier sei als Beispiel auf die Fünte im Dom zu Kolberg (1345) verwiesen.

## Tabelle
| Standort                                 | Gießer                                     | Jahr                                 | Anmerkungen | Abbildung                                                 |             |
| ---------------------------------------- | ------------------------------------------ | ------------------------------------ | --- | --------------------------------------------------------- | ----------- |
| Eddelak, St. Marien                      |                                            | um 1200                              | Wahrscheinlich ist sie die älteste Bronzefünte in Schleswig-Holstein. Der schlichte Kessel steht auf drei Tatzenfüßen. |                                                           |             |
| Tellingstedt, St. Martin                 |                                            | 13. Jahrhundert                      | Der schlichte Kessel steht auf drei Tatzenfüßen. Der Taufdeckel ist barock. |                                                           |             |
| Hamburg-Blankenese, Kirche am Markt      |                                            | 13. Jahrhundert                      | Die Fünte stammt aus der Nienstedtener Kirche, die sie 1896 der Filialkirche überließ. Die Inschrift SIT FONS VIVUS AQUA REGENERANS UNDA PURIFICANS (Es sei lebendiger Quell, Wasser der Wiedergeburt, reinigende Welle) aus der Segnung des Taufwassers in der Osternacht ist spiegelverkehrt. |                                                           |             |
| Eberswalde, St. Maria Magdalena          |                                            | 13. Jahrhundert                      | Pokal mit schwachem Nodus. Kuppa und Fuß sind mit Wappen mit Adler verziert. Die Inschrift lautet SIT FONS VIVUS AQUA REGENERANS UNDA PURIFICANS * AVE MARIA GRATIA PLENA DOMINI (Es sei lebendiger Quell, Wasser der Wiedergeburt, reinigende Welle * Sei gegrüßt Maria, voll der Gnaden). Die drei kurzen Tatzenfüße gehen in Figuren über, die Judenhüte tragen. |                                                           |             |
| Brandenburg an der Havel, St. Gotthardt  |                                            | 13. Jahrhundert                      | Pokal ohne Nodus mit vier zusätzlich angebrachten, funktionslosen Trägerfiguren, darüber großer barocker Deckel |                                                           |             |
| Halberstadt, St. Johannis                |                                            | 13. Jahrhundert                      | Pokal auf vier Löwen ruhend | Bild gesucht BW                                           |             |
| Delve, St. Marien                        |                                            | zweite Hälfte des 13. Jahrhunderts   | Kessel mit kleinen Relieffiguren (Maria, Kreuzigung) getragen von vier Trägerfiguren auf Standring |                                                           |             |
| Halberstadt, Dom                         |                                            | zweite Hälfte des 13. Jahrhunderts   | Der Kessel ruht auf drei kleinen Füßchen und zeigt Reste einer Bemalung. Auf den Reliefs sind Szenen aus der Kindheit Jesu dargestellt. Die Fünte befindet sich im Domschatz. |                                                           |             |
| Weddewarden, Zionkirche                  |                                            | datiert 1284                         | Aus der 1895 abgebrochenen Bartholomäuskirche in Imsum übernommen. Der Kessel wird von sechs auf einem Ring montierten Stützfiguren getragen und ist mit Ritzzeichnungen verziert, die zwischen Pflanzen mehrere Figuren zeigen, darunter Maria mit dem Jesuskind und den Apostel Bartholomäus. Eine Figur wurde weggefeilt. Die lateinische Inschrift am oberen Rand des Kessels ist spiegelschriftlich und lautet auf Deutsch: „Oh Jungfrau, mögen die in deinem Heiligtum fromm Gebadeten bewahrt werden, welche sich dir ganz durch das Bad anvertrauen wollen.“ Die ebenfalls spiegelschriftliche Inschrift am unteren Rand enthält die Datierung. |                                                           |             |
| Altenkrempe, Basilika                    | Meister Johannes                           | spätes 13. Jahrhundert               | Pokalform, Kuppa aus Bronze mit Medaillons auf Kalksteinfuß |                                                           |             |
| Bad Bramstedt, St. Maria Magdalena       |                                            | spätes 13. Jahrhundert               | Die auf der Kuppa sichtbaren Gießerzeichen können nicht zugeordnet werden. Anders als die sehr ähnliche Büsumer Fünte ruht sie nur auf drei Trägerfiguren. |                                                           |             |
| Rostock, St. Marien                      | niedersächsische Gießer                    | datiert 1290                         | Auf die niedersächsische Herkunft der Künstler weisen Ähnlichkeiten mit der Bronzetaufe von 1225 im Hildesheimer Dom. Kessel und Deckel sind stilistisch deutlich unterschieden und stammen von verschiedenen Meistern. Der Kessel wird von vier die vier Elemente symbolisierenden knienenden Männerfiguren getragen. Er zeigt Szenen aus dem Leben Jesu. Eine Inschrift datiert den Guss oder die Weihe des Taufkessels auf Ostern 1290. |                                                           |             |
| Nürnberg, Germanisches Nationalmuseum    |                                            | um 1300                              | Die Fünte der Marienkirche in Hemmingstedt wurde in einer Lüneburger Werkstatt hergestellt und gelangte über einen Umweg nach England 1879 ins Germanische Nationalmuseum. Die drei Trägerfiguren ähneln denen der Taufe im Meldorfer Dom. Die Fünte ist mit Reliefs geschmückt. | Bild gesucht BW                                           |             |
| Büsum, St. Clemens                       |                                            | um 1300                              | Der Überlieferung zufolge im 15. Jahrhundert von Seeräubern aus der Pellwormer Kirche geraubt. Die Ähnlichkeit mit den Fünten in Bad Bramstedt und Marne lässt vermuten, dass sie aus derselben Werkstatt stammen. Die lateinische Inschrift in ungleichmäßigen Majuskeln ist seitenverkehrt. |                                                           |             |
| Marne, St. Maria Magdalena               |                                            | um 1300                              | | Bild gesucht BW                                           |             |
| Meldorf, St. Johannis                    |                                            | um 1300                              | |                                                           |             |
| Osterwieck, St. Stephani                 |                                            | um 1300                              | Kessel von 89 cm Durchmesser auf vier Trägern | Bild gesucht BW                                           |             |
| Zehdenick, Dorfkirche Klein-Mutz         |                                            | frühes 14. Jahrhundert               | vier Träger auf hohem Standring | Bild gesucht BW                                           |             |
| Lüdingworth, St. Jacobi                  |                                            | frühes 14. Jahrhundert               | Das Taufbecken steht über einer Feuerstelle zur Erwärmung des Taufwassers. Die spiegelverkehrte Inschrift am oberen Rand lautet: + Sit… Fons vivus aqva renans vda pvri (= Er sei eine lebendige Quelle, Wasser der Wiedergeburt, reine Welle). Den barocken Taufdeckel schuf 1668 Jürgen Heitmann der Jüngere. |                                                           |             |
| Angermünde, St. Marien                   | Johannes Justus                            | frühes 14. Jahrhundert               | unter Rundbögen eingravierte Heiligenfiguren und biblische Szenen (Taufe Jesu) |                                                           |             |
| Altenbruch, St. Nicolai                  | Meister Ulricus (?)                        | frühes 14. Jahrhundert               | Inschrift +Qvi. baptizatvr. hoc. fonte. lavatvr (= Wer in diesem Brunnen getauft wird, wird gereinigt); vermutlich beheizbar; Taufdeckel und Holzgitter von 1672 |                                                           |             |
| Lüneburg, St. Nicolai                    | Meister Ulricus                            | um 1325                              | aus der 1651 abgebrochenen Cyriacuskirche in Lüneburg übernommen |                                                           |             |
| Münster, Dom                             |                                            | erste Hälfte des 14. Jahrhunderts    | Pokal mit Nodus, getragen von fünf Löwen. Die Taufe könnte auch aus Messing gefertigt sein (die Quellen sind hier widersprüchlich). |                                                           |             |
| Wismar, St. Nikolai                      | Hans Apengeter zugeschrieben               | um 1335                              | Die Fünte stammt aus der 1960 gesprengten Marienkirche. Zuschreibung als Vorbild der Fünte der Lübecker Marienkirche. Die obere Reihe des Frieses zeigt Szenen aus dem Leben Jesu |                                                           |             |
| Lübeck, St. Marien                       | Hans Apengeter                             | datiert 1337                         | Der Gießer Hans Apengeter wird auf dem Fries der Taufe in Mittelniederdeutsch namentlich benannt: Vergip alle Missetat deme di dit Vat gemaket hat Hans Apengeter was he genannt und was geboren van Sassenland. Auch die Stiftung dieser Taufe durch die Lübecker Patrizier Eberhard von Alen und Johann von Schepenstede ist außergewöhnlich gut dokumentiert. |                                                           |             |
| Beidenfleth, St. Nicolai                 |                                            | 1340                                 | Majuskelinschrift, Reliefs in zwei Reihen, vier Träger auf Standring |                                                           |             |
| Wittenburg, St. Bartholomäus             | Meister Wilkin aus Lüneburg                | 1342                                 | → Hauptartikel : Taufbecken St. Bartholomäus (Wittenburg) |                                                           |             |
| Kiel, St. Nikolai                        | Hans Apengeter                             | datiert 1344                         | In zwei Bildreihen ist die Lebensgeschichte Jesu dargestellt. Die Fünte ruht auf vier Löwenfiguren. |                                                           |             |
| Otterndorf, St. Severi                   |                                            | Mitte des 14. Jahrhunderts           | |                                                           |             |
| Rendsburg, St. Marien                    |                                            | Mitte des 14. Jahrhunderts           | |                                                           |             |
| Siek, Friedenskirche                     | Gerhard Kranemann                          | um 1350                              | Die Taufe kam vermutlich erst 1655 in die Sieker Kirche. Sie trägt das Lübecker Wappen und eine umlaufende lateinische Umschrift in gotischen Minuskeln: Magister gherardus fecit me cuius anima et hinrici Ulmtles Requiescant in pace (= Meister Gerhard hat mich gefertigt. Seine Seele und die des Heinrich Ulmtles mögen in Frieden ruhen). |                                                           |             |
| Kolberg, Dom                             |                                            | datiert 1355                         | |                                                           |             |
| Schönberg, St. Laurentius                | Gerhard Kranemann                          | datiert 1357                         | Das glockenförmige Becken wird von drei knienden Engelsgestalten getragen; auf seiner Wandung finden sich in zwei Reihen übereinander Heiligenfiguren, insbesondere die Kirchenpatrone Laurentius und Katharina, aber auch die Taufe und Kreuzigung Christi, Christus mit den Leidenswerkzeugen sowie ein Wappen. Die Inschrift lautet übersetzt: „Im Jahre 1357 ist diese Fünte gegossen worden zur Ehre des Heiligen Laurentius und der Heiligen Katharina in der Schönberger Kirche im ersten Jahre der Hirtenschaft des Herrn Wipert, des Bischofs von Ratzeburg, und unter dem Herrn Petrus, als Rektor für dieselbe Kirche sorgend, sowie dem Herrn Johannes, dem damaligen Kapellan, und zwar durch die Hände Gerhards, genannt Cranemann, deren Seelen in Frieden ruhen mögen. Amen.“ |                                                           |             |
| Munktorp, Davidkyrka (Köping / Schweden) |                                            | um 1360                              | sechseckiger Pokal, getragen von drei Löwen | Bild gesucht BW                                           |             |
| Barth, St. Marien                        |                                            | nach 1360                            | Diese Fünte ist das einzig erhaltene bronzene Taufbecken in Vorpommern. Das achteckige Becken zeigt Menschen- und Tierköpfe. In dargestellten gotischen Giebelreihen sind jeweils paarweise Apostel, Heilige und Gruppen aus biblischen Geschichten zu sehen. |                                                           |             |
| Parchim, St. Marien                      |                                            | 1365                                 | |                                                           |             |
| Bardowick, Dom St. Peter und Paul        |                                            | 1367                                 | von vier Figuren getragener Taufkessel |                                                           |             |
| Bovenau, St. Maria Magdalena             |                                            | 1375 (?)                             | mit Umschrift, Münzen und kleinen Reliefs; drei Tragefiguren |                                                           |             |
| Ribe, Dom                                |                                            | 1375                                 | mit kleinen Reliefs in giebelartigen Rahmen und sechs Tragfiguren auf einem Ring: jeweils drei sich sehr ähnlich sehende Engel und drei fantastische Tiere im Wechsel; ornamentale Bemalung |                                                           |             |
| Frankfurt (Oder), St. Gertraud           | Meister Arnold                             | 1376                                 | Die Fünte stammt aus der 1945 zerstörten Marienkirche. Bedeutendes Kunstwerk, auf sechs Tragfiguren ein sechseckiger Kessel mit Deckel. Zahlreiche Reliefs stellen die Heilsgeschichte dar. |                                                           |             |
| Altengamme, St. Nicolai                  |                                            | 1380                                 | |                                                           |             |
| Schwerin, Dom                            |                                            | letztes Viertel des 14. Jahrhunderts | wohl im Wachsausschmelzverfahren hergestellt |                                                           |             |
| Herrnburg, Dorfkirche                    |                                            | Ende des 14. Jahrhunderts            | Der Kessel ist glockenartig, an der Wandung mit flachem, aber reichem Maßwerk verziert. Untenherum läuft ein Streifen mit einer stilisierten Weinranke, am Rand befindet sich ein bärtiger Männerkopf, mit einer Vorrichtung gegenüber zur Wiederbefestigung des (verlorenen) Deckels. Die Beine sind in ihrem oberen Teil verdickt und mit Schuppen besetzt, blattähnliche Gebilde schließen diese nach unten zu ab, den Fuß bilden breite Tierklauen. | Bild gesucht BW                                           |             |
| Elbing, Dom St. Nikolai                  | Meister Bernhauser                         | 1387                                 | Das achteckige Taufbecken zeigt auf der Kuppa Reliefszenen aus dem Marienleben und der Kindheit Jesu und am ebenfalls achteckigen Fuß Heiligenfiguren. Es wird von acht liegenden Löwen getragen. |                                                           |             |
| Burg auf Fehmarn, St. Nikolai            | Apengeter-Kreis                            | datiert 1391                         | Lateinische Inschrift anno milleno tricenteno nonageno primo non pleno fontem dedit hunc michi beno korp episcopus arosiensis. Frei übersetzt Im Jahre 1391 (nicht voll) gab mir diese Taufe Beno Korp, Bischof von Arosia. Das sechseckige gotische Bronzetaufbecken in Kelchform ist lübscher Herkunft und wird dem Apengeter-Kreis zugerechnet. Das Fassungsvermögen beträgt etwa 195 Liter (3 Ohm). Durch welche Umstände das Taufbecken nach Fehmarn kam, ist bis heute nicht ganz geklärt. Bei Arosia handelte es sich um Västerås, in der Wikingerzeit als Handelsplatz unter dem Namen Aros gegründet wurde. Eine Kopie (Abguss) befindet sich seit 1955 im Dom zu Västerås als dem vermutlich ursprünglichen Bestimmungsort.                                                         |                                                           |             |
| Hannoversch Münden, St. Blasius          | Nikolaus von Stettin                       | datiert 1392                         | Der mit Heiligen verzierte Taufkessel ruht auf vier besonders gestalteten Füßen. Vier männliche Figuren reiten auf Drachen, die sich ihrerseits auf Figuren stützen, die ein Aussehen zwischen Löwen und Hunden – also wahren Höllenhunden – haben. Das symbolisiert den Sieg der Kirche über die Mächte der Finsternis, die hier das Taufbecken tragen müssen. Die Taufe ist das älteste Ausstattungsstück der Kirche. |                                                           |             |
| Berlin-Spandau, St. Nikolai              | vermutl. Braunschweiger Ludolfus-Werkstatt | 1398                                 | Die Bronze-Taufe in St. Nikolai ist ein Vierträger mit Bodenring. Die lateinische Inschrift zu Ehren der Jungfrau Maria datiert die Weihe des Taufkessels auf 1398, womit es das älteste datierte Taufbecken in Berlin-Brandenburg darstellt. Das Taufbecken wird durch vier männlichen Trägerfiguren gehalten. Der Messingdeckel stammt aus dem Jahr 1839. |                                                           |             |
| Heiligenstadt, St. Martin                |                                            | um 1400                              | Eines der wenigen Bronzetaufbecken in Kübelform. Die Datierung ist sehr unsicher. |                                                           |             |
| Strängnäs, Dom                           |                                            | um 1400                              | vier Träger auf einem oben geschlossenen Tragring, glockenförmiger Kessel |                                                           |             |
| Linköping, Dom                           |                                            | um 1400                              | |                                                           |             |
| Halberstadt, St. Martini                 |                                            | um 1400                              | Eine der wenigen Fünten, deren Tragefiguren die vier Paradiesflüsse symbolisieren. Auch eine farbige Bemalung findet sich sonst selten. |                                                           |             |
| Bramstedt, St. Jacobi                    | (Hinrich) Klinghe                          | datiert 1418                         | Das Becken ruht auf vier Diakonen. In den Feldern werden biblische Figuren dargestellt. Die obere Inschrift lautet: iurigen s vilhadus s aderian s mauritzius s niklaus vasteian s klinghe s de s mi s ghegaten s at s got s gheve s siner s sele s rat s, die untere enthält das Datum CCCC M IX IX s na s gades s bort s (1418 nach Gottes Geburt). |                                                           |             |
| Salzwedel, St. Katharinen                |                                            | 1421                                 | Das Becken, dessen Wandung die Apostel zeigt, steht auf vier Figuren der heiligen Katharina, die auf Löwenköpfen stehen. |                                                           |             |
| Gettorf, St. Jürgen                      |                                            | 1424                                 | Mit Reliefs aus der Kindheitsgeschichte Jesu; vier Männer in burgundischer Tracht als Tragefiguren. |                                                           |             |
| Einbeck, St. Alexandri                   | Regnerus Hennyngus                         | 1427                                 | Die Felder der achteckigen Kuppa zeigen den segnenden Christus, die Gottesmutter Maria, Johannes den Täufer, die Jünger Johannes und Petrus (zu dessen Füßen der Name des Gießers Regnerus Hennyngus), den Hl. Alexander und neben ihm seine Mutter, die Hl. Felicitas sowie den Hl. Thomas (vor ihm kniend den Stifter des Taufbeckens mit Jahreszahl 1427). Am oberen Rand Ps 51,9-10 . |                                                           |             |
| Nordhausen, Justus-Jonas-Kirche          | Meister Tile                               | 1429                                 | Die Fünte stammt aus der 1945 zerstörten Kirche St. Petri. |                                                           |             |
| Halle (Saale), Marktkirche               | Ludolf und Heinrich von Braunschweig       | 1430                                 | Das von vier Trägerfiguten auf hohem Standring getragene Taufbecken mit Heiligen unter Maßwerkbögen stammt wahrscheinlich aus einer der beiden 1529/30 abgebrochenen Vorgängerkirchen der Marktkirche. Es wurde laut Inschrift von Ludolf und Heinrich von Braunschweig 1430 in Magdeburg gegossen. |                                                           |             |
| Magdeburg, Wallonerkirche                | Ludolf und Heinrich von Braunschweig       | 1430                                 | Das laut Inschrift von Ludolf und Heinrich von Braunschweig 1430 in Magdeburg gegossene Taufbecken befand sich bis 1976 in der entwidmeten St.-Ulrich-Kirche in Halle. Es ist fast identisch mit dem Taufbecken der Hallenser Marktkirche. |                                                           |             |
| Varde, St. Jacobi                        | Niels Klokkestøber                         | 1437                                 | vier Träger auf Standring, Jungfrau Maria und dem Heiligen Jakob geweiht, Inschrift: „anno d(omi)ni mccccxxxvii in die beati geor(g)ii erit completus fons iste in honore beate marie virginis et in honore s(an)c-(t)i jacobi ap(ostu)li in ecc(lesi)a vard per manus nicolai clokstoper“ (Im Jahre des Herrn 1437, am Georgstag (23. April), wird dieses Taufbecken zu Ehren der Heiligen Jungfrau Maria und zu Ehren des Apostels Jakob in der Kirche von Varde durch die Hand des Nicolai Clokstoper fertiggestellt) |                                                           |             |
| Berlin-Mitte, St. Marien                 | Hinrich von Magdeburg (zugeschrieben)      | datiert 1437                         | Vier Fabelwesen mit angeschraubten Flügelbeinen auf runder Platte tragen die Fünte. |                                                           |             |
| Hittfeld, St. Mauritius                  | Lorenz Grove                               | datiert 1438                         | Das 1438 neu gegossene Becken wird von älteren Trägerfiguren aus dem 13. Jahrhundert getragen. |                                                           |             |
| Handorf, St. Marien                      | Lorenz Grove                               | 1440                                 | aus Vorgängerbau übernommen | Bild gesucht BW                                           |             |
| Ratzeburg, Dom                           |                                            | 1440                                 | Gestiftet 1440 von Pardam von dem Knesebeck († 6. Oktober 1440), hergestellt nach einem Entwurf des Lübecker Bildhauers Johannes Junge |                                                           |             |
| Brandenburg an der Havel, St. Katharinen | Tyterich Molner aus Erfurt                 | 1440                                 | |                                                           |             |
| Naumburg, St. Wenzel                     |                                            | 1441                                 | Pokal mit sechseckiger Kuppa auf rundem Fuß, möglicherweise gestiftet durch Peter von Schleinitz |                                                           |             |
| Osterburg, St. Nikolai                   | Meister Volker                             | 1442                                 | |                                                           |             |
| Haseldorf, St. Gabriel                   |                                            | datiert 1445                         | Der Standring dieser Fünte ist mit einem Rundbogenfries und vier Wappen versehen. Vier Figuren tragen die kesselartige Kuppa. Darauf befindet sich umlaufend eine Inschrift. Kleine Reliefs zeigen Darstellungen von Maria, einer Kreuzgruppe und dem Heiligen Georg. |                                                           |             |
| Bad Segeberg, St. Marien                 | Ghert Klinghe                              | datiert 1447                         | |                                                           |             |
| Nordby (Fanø), Nordby Kirke              |                                            | Mitte des 15. Jahrhunderts           | Durchmesser 61,5 cm; Marmorsockel von 1887 |                                                           |             |
| Prenzlau, Klosterkirche St. Nikolai      |                                            | 15. Jahrhundert                      | Die Fünte stammt aus der 1945 abgebrannten Marienkirche. Pokal mit schwachem Nodus, der Fuß ruht auf drei Tierfiguren, zwischen Fuß und Kuppa drei Träger, die Kuppa hat 1 m Durchmesser. 13 kielbogige Felder zeigen Christus als Richter und die zwölf Apostel. | Bild gesucht BW                                           |             |
| Gadebusch, St. Jakob und St. Dionysius   |                                            | datiert 1450                         | Der umlaufenden Inschrift der Fünte mit entsprechendem Wappen und den Initialen HK zufolge wurde diese Taufe 1450 von dem Priester Hinrich Koppelmann gestiftet. Drei kniende Engel tragen den runden Kessel, der von zwei umlaufenden, von der Inschrift jedoch getrennten Reihen mit je elf separat gegossenen, aufgenieteten Reliefs geschmückt wird. Unter niedrigen Maßwerkbögen sind jeweils für sich stehende Szenen der Passion Christi sowie der Stifter der Fünte bildlich dargestellt. Die Gusstechnik und die Art der plastischen Darstellung machen diese Bronzefünte neben denen der Marienkirche in Rostock und der Nikolaikirche in Wismar zu einer der bedeutenden in Nordostdeutschland.                                                                                    |                                                           |             |
| Probsteierhagen, St. Katharinen          |                                            | 1454                                 | |                                                           |             |
| Groothusen, Kirche                       | Ghert Klinghe                              | 1454                                 | Das Becken ruht auf vier Diakonen. Auf der Wandung werden die Kreuzigung inmitten der Standfiguren von Aposteln, der Madonna und des Heiligen Mauritius dargestellt. |                                                           |             |
| Lübeck, St. Aegidien                     | Hinrich Gerwiges                           | datiert 1453                         | Das Tauffass wird von drei Klerikern jeweils auf den linken Schultern getragen. Die weitere Verzierung besteht nur in der lateinischen Majuskelumschrift. Das nunmehr glatte Mittelfeld war ähnlich wie bei den Taufbecken im Dom und in der Jakobikirche ursprünglich mit aufgelöteten Relieffiguren in Nischen versehen, die bei der barocken Umgestaltung des Kirchraums entfernt wurden. |                                                           |             |
| Lübeck, Dom                              | Lorenz Grove                               | datiert 1455                         | Dieses Taufbecken zeigt zwölf Relieffiguren (Segnender Heiland mit Siegesfahne, Maria, neun Apostel und die Heilige Dorothea). Der Kunsthistoriker Max Hasse hat darauf hingewiesen, dass die Relieffiguren Merkmale des Weichen Stils aufweisen. Ihre Formen waren vermutlich älter. Bei der Herstellung des Beckens im Lehmhemdverfahren wurden die Relieffiguren nach dem Guss des Kessels als separate Gussteile auf den Kessel aufgenietet. Ungewöhnlich ist auch die Kombination mit der im Verhältnis dazu auch noch recht großen Figur der heiligen Dorothea. Der Kessel steht auf einem mittigen, kelchförmigen Fuß und außen auf drei knienden Engeln. Er ist mit Laurens grove signiert.                                                                                           |                                                           |             |
| Aschersleben, St. Stephani               |                                            | 1464                                 | Pokal mit drei zusätzlich angebrachten Trägern, Reliefs in Kielbogen-Arkatur. | Bild gesucht BW                                           |             |
| Lübeck, St. Jakobi                       | Klaus Grude                                | datiert 1466                         | Das eherne Taufbecken ist von Grude beim Guss signiert und mit Pfingsten 1466 datiert. Es war eine testamentarische Stiftung des 1464 verstorbenen Lübecker Ratsherrn Johann Broling. Das Becken steht auf den gleichen Füßen in der Gestalt kniender Engel wie das Taufbecken von Lorenz Grove aus dem Jahr 1455 im Lübecker Dom. Daraus wird gefolgert, die Formen Groves müssten auf Klaus Grude übergegangen sein. Außen sind auf dem Kessel neun Reliefs mit Bildern der Apostel aufgenietet, das Taufbecken wurde also nicht in einem Stück gegossen. |                                                           |             |
| Gardelegen, Marienkirche                 |                                            | datiert 1466                         | Das Taufbecken stammt aus der entwidmeten Gardelegener Nikolaikirche. Es zeigt eine Kreuzigungsgruppe, die zwölf Apostel und den Hl. Nikolaus. |                                                           |             |
| Lauenburg, St. Maria Magdalena           | Cord Friedebusch                           | datiert 1466                         | | Bild gesucht BW                                           |             |
| Pilsum, Kreuzkirche                      | Hinrich Klinghe                            | 1469                                 | Das Becken ruht auf vier Diakonen als Standfiguren, deren Köpfe durch die Evangelistensymbole dargestellt werden. Die Evangelisten Matthäus und Markus werden irrtümlich beide als „sanctus marcus“ bezeichnet. Die Namen der Figuren in den Feldern, die durch kleine Musikerfiguren voneinander getrennt werden, sind auf Nimbenumschriften angegeben. Nach der Kreuzigungsszene mit Maria und Johannes folgen zwölf Apostel (mit Paulus und Matthias statt Judas Iskariot und Judas Thaddäus) sowie Bischof Nikolaus. |                                                           |             |
| Zeven, St. Viti                          | Hinrich Klinghe                            | 1469                                 | Mit „ghert klinghe“ signiert, aber aus stilistischen Gründen Hinrich Klinghe zugeschrieben. Drei Diakone tragen das Becken, auf dessen Wandung die Kreuzigungsszene und zehn Apostel als Relief dargestellt werden. | Bild gesucht BW                                           |             |
| Eilsum, Kirche                           | Barthold Klinghe der Ältere                | 1472                                 | Vier Diakonen tragen das Becken, auf dessen Wandung Christus, Maria und Apostel erscheinen. |                                                           |             |
| Müden, St. Laurentius                    | Hinrich Klinghe                            | 1473                                 | Drei Diakone als Standfiguren tragen das Becken. Kielbögen gliedern die Beckenwandung. Darüber sind Lilienornamente angebracht, in den Feldern darunter finden sich Apostelfiguren mit ihren Attributen. |                                                           |             |
| Bützow, Stiftskirche                     | Claus Duncker                              | 1474                                 | Das Taufbecken hat einen Durchmesser von 92 Zentimetern und verbreitert sich nach oben. Seine Tiefe ist 58 Zentimeter. Das sich in der Mitte befindende Loch des Bodens diente vermutlich zum Ablassen des Wassers. Das Becken ruht auf drei wie gotische Fialen ausgebildeten Füßen. Die Inschrift, umlaufend mit Gießer Zeichen. Die Abbildungen sind von zwei Figurenreihen durch eine trennende Inschrift geteilt. |                                                           |             |
| Esens, St. Magnus                        | Hinrich Klinghe                            | 1474                                 | Die vier Sphinxen, auf denen das Becken ruht, wurden nachträglich angebracht (um 1600). Die Beckenwandungen sind durch Kielbögen gegliedert. Die größte Darstellung nimmt die Kreuzigungsszene mit Maria und Johannes ein. Dem schließen sich fünf Apostel, ein Relief der Taufe Christi im Jordan, ein heiliger Bischof und weitere fünf Apostel an. | Taufbecken in St. Magnus in Esens                         |             |
| Uttum, Kirche                            | Hinrich Klinghe                            | 1474                                 | Das Becken ruht auf vier Diakonen. Auf der Beckenwandung folgen nach der Kreuzigungsszene fünf Apostel, Bischof Nikolaus, Christi Taufe und weitere fünf Apostel. |                                                           |             |
| Stendal, St. Marien                      | Lübecker Meister                           | 1474                                 | Die vier Ständerfiguren sind anthromorphe Darstellungen der Evangelistensymbole. Am Rand der Kuppa befinden sich Reliefs von Maria mit Kind und sieben heiligen Jungfrauen, dazwischen acht männliche Heilige. Die lateinische Inschrift enthält Taufbefehl und Datum. Es sind Reste zweier Fassungen erhalten. |                                                           |             |
| Pellworm, Alte Kirche                    | Hinrich Klinghe                            | 1475                                 | Ursprünglich von Laurens Leve für die Kirche zu Buphever auf Strand gestiftet, die in der Burchardiflut 1634 unterging. |                                                           |             |
| Warschau, Nationalmuseum                 | Jodocus Tauchen                            | 1475                                 | Die Fünte stammt aus der Elisabethkirche in Breslau und wurde 1946 in das Nationalmuseum Warschau überführt. |                                                           |             |
| Schleswig, Dom                           | Hinrich Klinghe                            | 1480                                 | Unsigniert. Hinrich Klinghe zugeschrieben wegen Ähnlichkeit mit der ebenfalls von Laurens Leve gestifteten Pellwormer Fünte. Barocke Trägerputten von 1666 und Bemalung |                                                           |             |
| Albersdorf, St. Remigius                 | Klinghe-Werkstatt                          | letztes Viertel des 15. Jahrhunderts | Das Becken ruht auf vier flachen Stützen, auf denen St. Georg im Relief dargestellt ist. Die sorgfältig gearbeiteten Darstellungen in den Feldern zeigen außer der Taufe Jesu und Maria mit Kind die Heiligen Petrus, Matthias, Philippus, Jacobus d. J., Jacobus d. Ä., Katharina, Johannes Ev., Remigius, Bartholomäus, Paulus. |                                                           |             |
| Aarhus, Dom St. Clemens                  | Peter Hansen                               | 1481                                 | Das Taufbecken wurde von Bischof Jens Iversen Lange gestiftet. Die Reliefs zeigen neun Apostel und Szenen aus dem Leben Christ: Taufe, Kreuzigung, Tag des Jüngsten Gerichts und Krönung Mariens. Die vier Ständerfiguren stellen die vier Evangelisten dar, deren Köpfe jeweils ihr Symbol tragen. |                                                           |             |
| Boston, Museum of fine Arts              | Goteke Klinghe                             | datiert 1483                         | Die Reliefs auf der Kuppa zeigen eine Kreuzigungsgruppe, den Evangelisten Lukas und die zwölf Apostel. Die vier Trägerfiguren halten Wappenschilde. Signiert ist das Werk mit „[gote]ke klinghe“. Die Fünte befand sich spätestens seit 1849 nicht mehr in einer Kirche. 1941 gelangte sie in das Museum in Boston. |                                                           |             |
| Hadersleben, Marienkirche                | Peter Hansen                               | 1485 in Flensburg                    | Die Figuren der Wandung entsprechen denen der Aarhuser Fünte, wobei die Arkaden unterschiedlich gestaltet sind. Die Köpfe der vier Tragerfiguren sind den Symbolen der vier Evangelisten nachempfunden. |                                                           |             |
| Norderbrarup, Marienkirche               | Peter Hansen                               | 1486                                 | Die Reliefs zeigen Jesus Christus als Gekreuzigten und als Weltenrichter auf dem Regenbogen. Dieselben Vorlagen wurden auch bei anderen Fünten aus Hansens Werkstatt verwendet. Getragen wird die Fünte von vier Evangelistenfiguren. |                                                           |             |
| Lenzen, St. Katharinen                   | Heinrich Grawert aus Braunschweig          | 1486                                 | Der Kessel wird ähnlich wie bei der Fünte in Salzwedel von vier Katharinen-Figuren, die auf Löwenköpfen stehen, getragen. |                                                           |             |
| Halk, St. Jacobi                         | Peter Hansen                               | 1491                                 | Zwei Reliefs stellen die Taufe Jesu und Jesus als Weltenrichter da. Dieselben Vorlagen wurden auch bei anderen Fünten aus Hansens Werkstatt verwendet. Die Trägerfiguren entsprechen denen der Norderbraruper Fünte. |                                                           |             |
| Heiligenstadt, St. Marien                | Hans Tegetmeiger und Arnt Eddelendes       | 1492                                 | Grapenförmiger Kessel auf drei Trägern |                                                           |             |
| Wiegboldsbur, Wibadi-Kirche              | Peter Clockgether                          | datiert 1496                         | Wird von vier Rittern getragen. Unter den Kielbögen in der Beckenwandung sind die Kreuzigungsszene und Apostel zu sehen. |                                                           |             |
| Flensburg, St. Nikolai                   | Peter Hansen                               | 1497                                 | Kuppa in Kesselform auf vier Evangelisten als Standfiguren. Die Wandung zeigt unter Kielbogenarkaden die Taufe Jesu, Apostelfiguren und einen Gnadenstuhl mit davor knieendem Stifter Peter Parksow. Die Trägerfiguren entsprechen denen der Norderbraruper und der Halker Fünte. Der geschnitzter Taufdeckel wurde 1722 gestiftet. |                                                           |             |
| Debstedt, St. Dionysius                  | Goteke Klinghe                             | 1497                                 | Vier Wilde Männer, die auf Löwen aus Sandstein reiten, tragen den mit Figuren des Gekreuzigten und mehrerer Heiliger verzierten Kessel. Die Inschrift anno dm mccccxcvii gotfridu klinghe datiert den Guss auf 1497; eine Aufschrift auf einer der offensichtlich später dazugekommenen Trägerfiguren bezeugt die Aufstellung in der Kirche 1515. |                                                           |             |
| Næstved, St. Petri                       |                                            | um 1500                              | Pokal ohne Nodus, stilistisch an der Schwelle zur Renaissance |                                                           |             |
| Heiligenstadt, St. Aegidien              | Hans Rese                                  | 1507                                 | | Bild gesucht BW                                           |             |
| Kröpelin, Stadtkirche                    | Andreas Ribe                               | 1508                                 | Der glockenförmige Kessel steht auf drei Füßen. Er ist mit Ornamentbändern, einem Kruzifix und Wappenreliefs verziert und trägt die umlaufende Inschrift anno domini MV VIII in die passionis domini fontis opus eximium per me fecit andreas riwen + dominus nicolaus quast. rex glorie jhesu christe veni cum pacem. amen (= Im Jahre 1508 am Karfreitag wurde das hervorragende Werk der Taufe durch mich, Andreas Ribe, gemacht + Herr Nicolaus Quast. König der Herrlichkeit Jesus Christus, komme mit Frieden. Amen). |                                                           |             |
| Mölln, St. Nicolai                       | Peter Wulf                                 | datiert 1509                         | Unter den acht Arkadenbögen auf der Kuppa sind sieben Heilige, Mauritius, Johannes der Täufer, eine Mondsichelmadonna, Nikolaus, Katharina, Christophorus und Anna Selbdritt sowie das Möllner Stadtwappen als Reliefs abgebildet. Die Umschrift in gotischen Minuskeln nennt als Stifter die Kirchgeschworenen, den Namen des Gießers und zeigt zweimal das Lübecker Stadtwappen. Das Becken ist mit Goldfarbe bemalt und wird von drei Engelfiguren getragen. Der kegelförmige Holzdeckel stammt von 1584. Die Taufanlage ist von einem Gitter umgeben. |                                                           |             |
| Eutin, St. Michaelis                     | Peter Wulf                                 | datiert 1511                         | Die Fünte wird von drei Engelfiguren getragen und hat einen Wasserablauf. Die Aufschrift nennt das Datum, Johannes Grimholt als Bischof und die Kirchgeschworenen, nicht jedoch den Gießer. Aufgrund der Ähnlichkeit besonders der Trageengel und des identischen Materials wird sie wie das signierte Möllner Taufbecken Peter Wulf zugeschrieben. Von den Figuren in den acht Arkadenfelder hat sich nur ein Kruzifix erhalten. |                                                           |             |
| Rostock, St. Petri                       | Andreas Ribe                               | 1512                                 | Glockenförmiger Kessel mit drei fellbekleideten Trägerfiguren, an der Wandung zwei Reihen von Relieffiguren |                                                           |             |
| Næstved, St. Mortens                     |                                            | 1515                                 | Vier Löwen als Tragfiguren | [[Datei:DK Naestved Sct Morten baptismal font.jpg\|80px\| | zentriert]] |
| Flintbek, Kirche                         | Reymer Jappe                               | datiert 1515                         | Das Taufbecken wird von drei lesenden Franziskanerbrüdern getragen. Die Inschrift am oberen Rand nennt den Gießer und das Datum, die am unteren Rand die Namen der Stifter. Der Messingeinsatz, in den die Taufschale eingesetzt wird, ist vermutlich jünger. |                                                           |             |
| Salzwedel, St. Marien                    | Hans von Köln                              | 1520                                 | Das in Nürnberg gegossene pokalförmige Taufbecken war wie das in der dortigen St.-Sebald-Kirche beheizbar. Es steht auf vier Löwen, und Kandelabersäulen, die stilistisch bereits auf die Renaissance hinweisen, stützen die Kuppa. Von dem fest mit dem Taufbecken verbundenen laternenartigen Baldachin, ebenfalls aus Bronze, konnte der Deckel auf das Becken hinuntergelassen werden. Das Taufbecken ist von einem 1522 entstandenen Bronzegitter umgeben. Der in der Inschrift genannte Gießer gehörte vermutlich zu der Werkstatt, die auch das Nürnberger Sebaldusgrab schuf. |                                                           |             |